# 大阪府立吹田東高等学校
大阪府立吹田東高等学校（おおさかふりつ すいたひがし こうとうがっこう）は、大阪府吹田市青葉丘南にある公立高等学校。府立89番目の高校として昭和後期の1974年（昭和49年）開校。千里丘陵の高台の傾斜地に位置し、西側に名神高速道路吹田JCT・ICとEXPO'70の万博記念公園がある。略称は『スイヒ』。

## 概要
1971年（昭和46年）誕生の黒田革新府政が、高校入試で「十五の春は泣かせない」政策 として、大幅に新設した府立高校 の一つ。
周囲には坂道が多く、また敷地内でも校舎と運動場・体育館との間に高低差がある。そのため校内を行き来する場合は階段を上り下りしなければならない。プールとテニスコートは道路を挟んだ向かい側にあるため、一度校門を出て横断歩道を渡って行かなければならない。交通の便があまり良くない事から自転車通学の割合が高い。
学力の定着・向上を目指し、大阪大学と連携して「青葉丘セミナー」と銘打った土曜講習を開講している。同セミナーでは英語・数学・国語・理科・社会（地歴・公民）の補習を開講し、教員志望の阪大の学生が当校教諭と連携して指導に当たっている。
2003年（平成15年）同じ大阪府立で同じ吹田市にある北千里高校・吹田高校・千里高校・山田高校と5校で、立命館大学と学校インターンシップ協定を締結。立命館の学生をインターンとして受け入れたり、立命館教員による模擬講義も開催された。
地域との連携を重視し、地域住民の芸術・文化活動の拠点として学校を開放する事業や、地域の小学校にグラウンドを開放する取り組みなどを実施している。

## 沿革

### 年表
- 1973年（昭和48年） - 7月17日、大阪府立第89高等学校（仮称）として第1期工事着工。12月13日、定例大阪府議会で校名を「大阪府立吹田東高等学校」と決定
- 1974年 - 3月28日、第1期工事竣工。4月1日、開校。4月9日、第1回入学式
- 1975年 - 12月10日、体育館竣工
- 1977年 - 2月25日、第1回卒業式。8月31日、プール竣工
- 1990年（平成2年） - 3月31日、「学園の森」竣工
- 2019年（令和元年） - 8月、新校舎竣工

## 基礎データ

### 交通アクセス

#### 鉄道
- 宇野辺駅（大阪モノレール）南西へ約1km（徒歩約15分）

#### バス
- JR京都線（東海道本線）茨木駅・北大阪急行電鉄・大阪モノレール千里中央駅・阪急千里線・大阪モノレール山田駅から、阪急バス57系統で約20分「吹田東高校前」バス停

## 象徴
体育館側の階段周辺には「学園の森」と呼ばれる憩いの場がある。
また生徒からの公募によるマスコットキャラクター「スッピー」 が存在する。

## 学校行事
体育祭、文化祭は所在地名からそれぞれ「青葉祭体育の部」「青葉祭文化の部」と名付けられている。

## 学校施設
校舎の老朽化に伴い、2015年（平成27年）から旧校舎撤去も含めた新校舎改築工事が開始され、2019年（令和元年）8月に新校舎が竣工した。

## 諸活動

### 部活動
- 俳句短歌部[6] - 2002年（平成14年）俳句甲子園第5回大会に初出場し、四国以外の学校で初めて優勝。以降、毎年出場する常連校[7]。第5回大会では敗者復活からの優勝で、正岡子規以来の俳句文化の愛媛県の高校が独占していた優勝にストップをかけた快挙[8] で、映画「恋は五・七・五!」[9] のモデルの1つになったと言われている。

## 著名な出身者

### 芸能
- 亜空亜SHIN - マジシャン
- ウルフルケイスケ - ギタリスト
- 田中シングル - 8.6秒バズーカー
- 筒井巧 - 俳優
- 船本孝宏 - 作曲家
- 美風舞良 - 宝塚歌劇団花組娘役

### スポーツ
- 西野貴治 - Jリーグ・カマタマーレ讃岐サッカー選手
- 安田理大 - Jリーグ・ジェフユナイテッド千葉サッカー選手

## 関連文献
- 10周年記念事業委員会「十周年記念誌」（1983年10月）
- 創立30周年記念誌編集委員会「宏遠 創立30周年記念誌」（2003年11月）